# Малопольська залізниця
Малопольська залізниця (пол. Koleje Małopolskie)(Lesser Poland Railways) — регіональний залізничний оператор у Малопольському воєводстві, Польща.

## Історія
Компанія була заснована в 2013 році і належить уряду Малопольського воєводства, для обробки місцевих пасажирських перевезень у воєводстві. Вона розпочала свою діяльність у 2013 році. Залізниця була створена з метою зменшення заторів на лінії Краків-Величка, зменшивши час проїзду до 21 хвилини. Величка, як вважається, є найпопулярнішою станцією, місцева рада побудувала новий Park & Ride біля парку Велички та залізничної станції Величка Ринок.

## Транспортні засоби

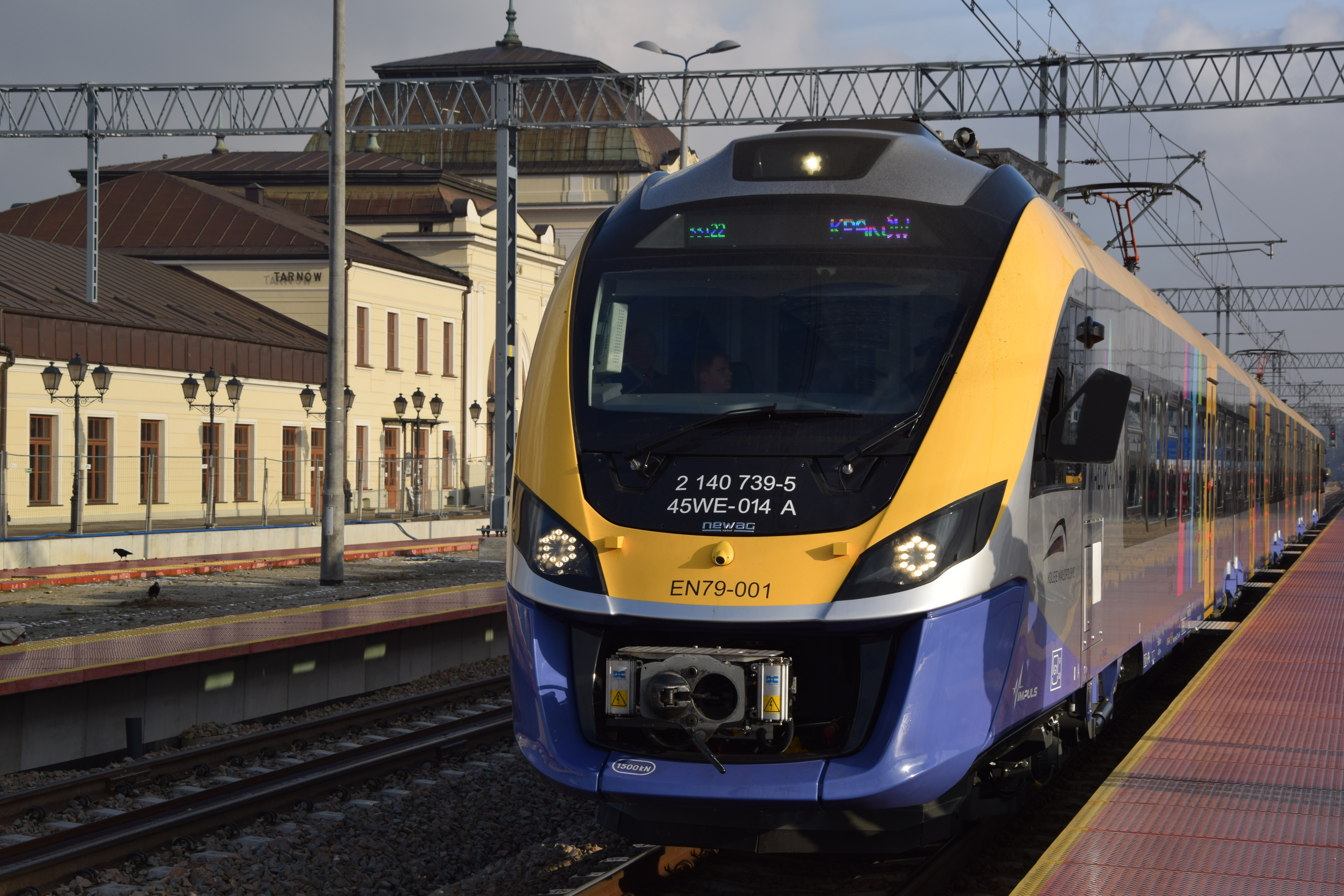

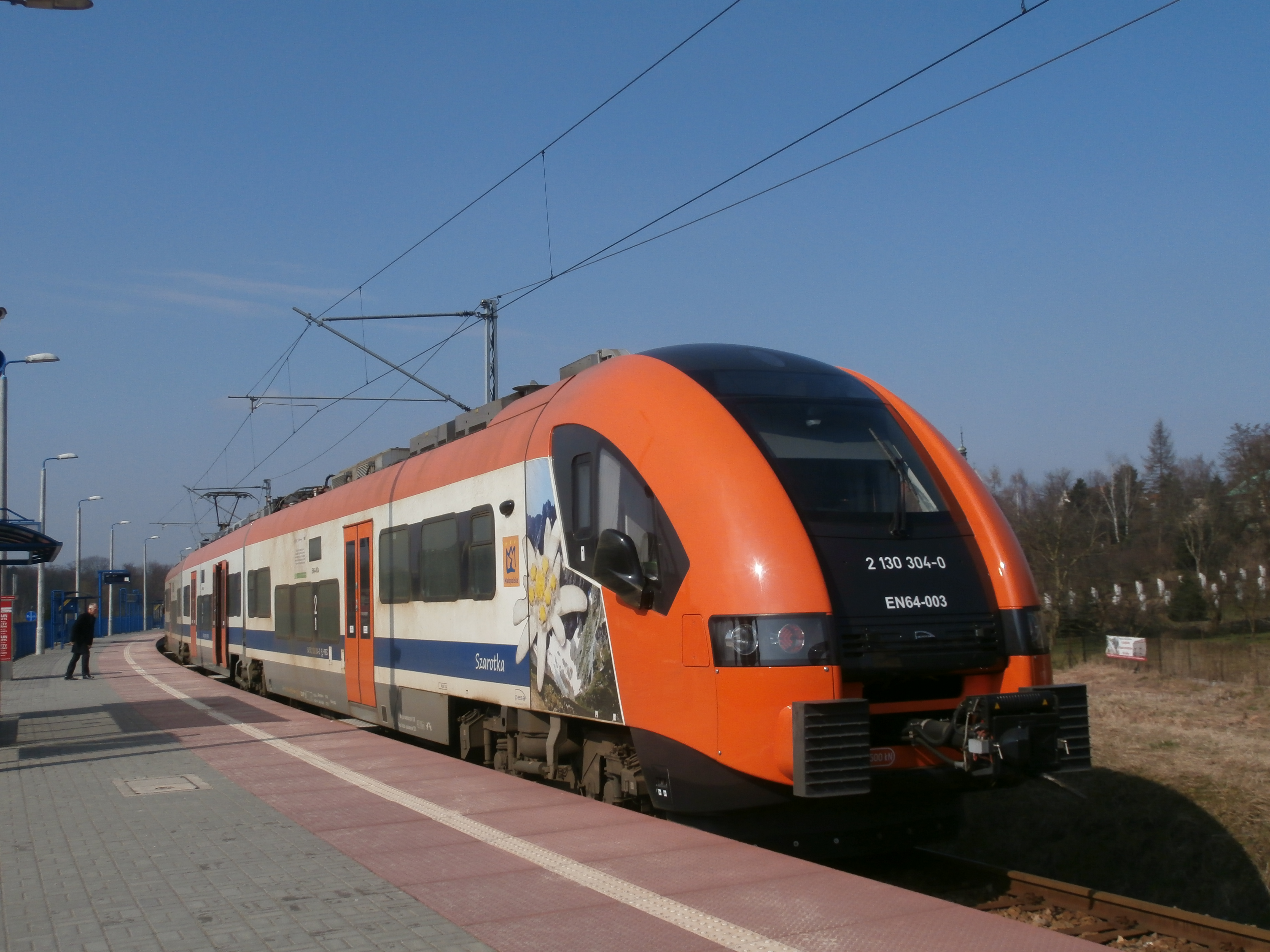
EN64-003 Acatus Plus na stacji Wieliczka Rynek-Kopalnia

Малопольська залізниця використовує 22 електропоїзди, які належать Малопольському воєводству:
| Клас                                                                                      | Кількість вагонів | Кількість місць | Найвища швидкість (км/год) | Обладнання | Кількість | Джерела                 |
| ----------------------------------------------------------------------------------------- | ----------------- | --------------- | -------------------------- | --- | --------- | ----------------------- |
| EN64 Acatus Plus                                                                          | 3                 | 133+5           | 160                        | klimatyzacja przestrzeni pasażerskiej · przewóz rowerów · ubikacja · gniazdka elektryczne · Internet bezprzewodowy | 4         | [ 3 ]                   |
| EN77 Acatus II                                                                            | 4                 | 180+13          | 160                        | klimatyzacja przestrzeni pasażerskiej · przewóz rowerów · ubikacja                                                 | 5         | [ 4 ]                   |
| EN78 Impuls                                                                               | 4                 | 200             | 160                        | klimatyzacja przestrzeni pasażerskiej · przewóz rowerów · ubikacja · gniazdka elektryczne · Internet bezprzewodowy | 8         | [ 5 ] [ 6 ] [ 7 ] [ 8 ] |
| EN79 Impuls                                                                               | 5                 | 250             | 160                        | klimatyzacja przestrzeni pasażerskiej · przewóz rowerów · ubikacja · gniazdka elektryczne · Internet bezprzewodowy | 5         | [ 5 ] [ 6 ] [ 8 ]       |
| — кондиціонер — велосипедні стелажі — туалети — розетки — бездротовий доступ до Інтернету |                   |                 |                            | |           |                         |

## Плани на майбутнє
Зрештою, компанія має взяти на утримання всі лінії у воєводстві, за винятком Катовиці—Освенцим, бо її обслуговує Сілезька залізниця.
Компанія також готується побудувати базу для транспортних засобів.

## Маршрути
| Дата            | Номер лінії | Маршрут                                                 | Джерело       |
| --------------- | ----------- | ------------------------------------------------------- | ------------- |
| 2014            |             |                                                         |               |
| 14 грудня 2014  | 91, 109     | Краків-Головний — Величка Ринок-Копальня                | [ 11 ]        |
| 2015            |             |                                                         |               |
| 28 вересня 2015 | 118         | Краків-Головний — Краків-Лотніско                       | [ 12 ]        |
| 13 грудня 2015  | 8           | Краків-Головний — Мехув — Сендзішув (до 11 грудня 2016) | [ 13 ] [ 14 ] |
| 2016            |             |                                                         |               |
| 11 грудня 2016  | 91, 96, 105 | Краків-Головний — Тарнів — Нови Сонч — Криніца-Здруй    | [ 14 ]        |
| 2017            |             |                                                         |               |
| 2 жовтня 2017   | 91, 96, 108 | Краків-Головний — Тарнів — Горліце-Загужани — Ясло      | [ 15 ]        |
| 10 грудня 2017  | 91, 624, 94 | Краків-Головний — Краків-Подгуже — Скавіна              | [ 16 ]        |
| 10 грудня 2017  | 8           | Краків-Головний — Мехув — Сендзішув (відновлення)       | [ 16 ]        |